# 楚滅魯之戰
楚滅魯之戰，前261年—前249年，楚国军队攻灭鲁国（今山东省曲阜市）的作战。
鲁国进入战国时代，国土日益缩小。因作为齐国、魏国、楚国之间的缓冲国，得以长期留存。前261年，秦国、赵国对峙长平时，楚考烈王趁机攻打鲁国，夺取鲁国的徐州（今山东省滕州市东南）。此后，楚国多次进攻鲁国，前256年，楚国大军攻入鲁国都城曲阜，俘虏鲁顷公，将他放逐到莒（今山东省莒县）。前249年，楚考烈王把鲁顷公转到卞（今山东省泗水县），贬为平民，鲁国土地并入楚国，延续八百余年的鲁国灭亡。